# Amy Jo Johnson

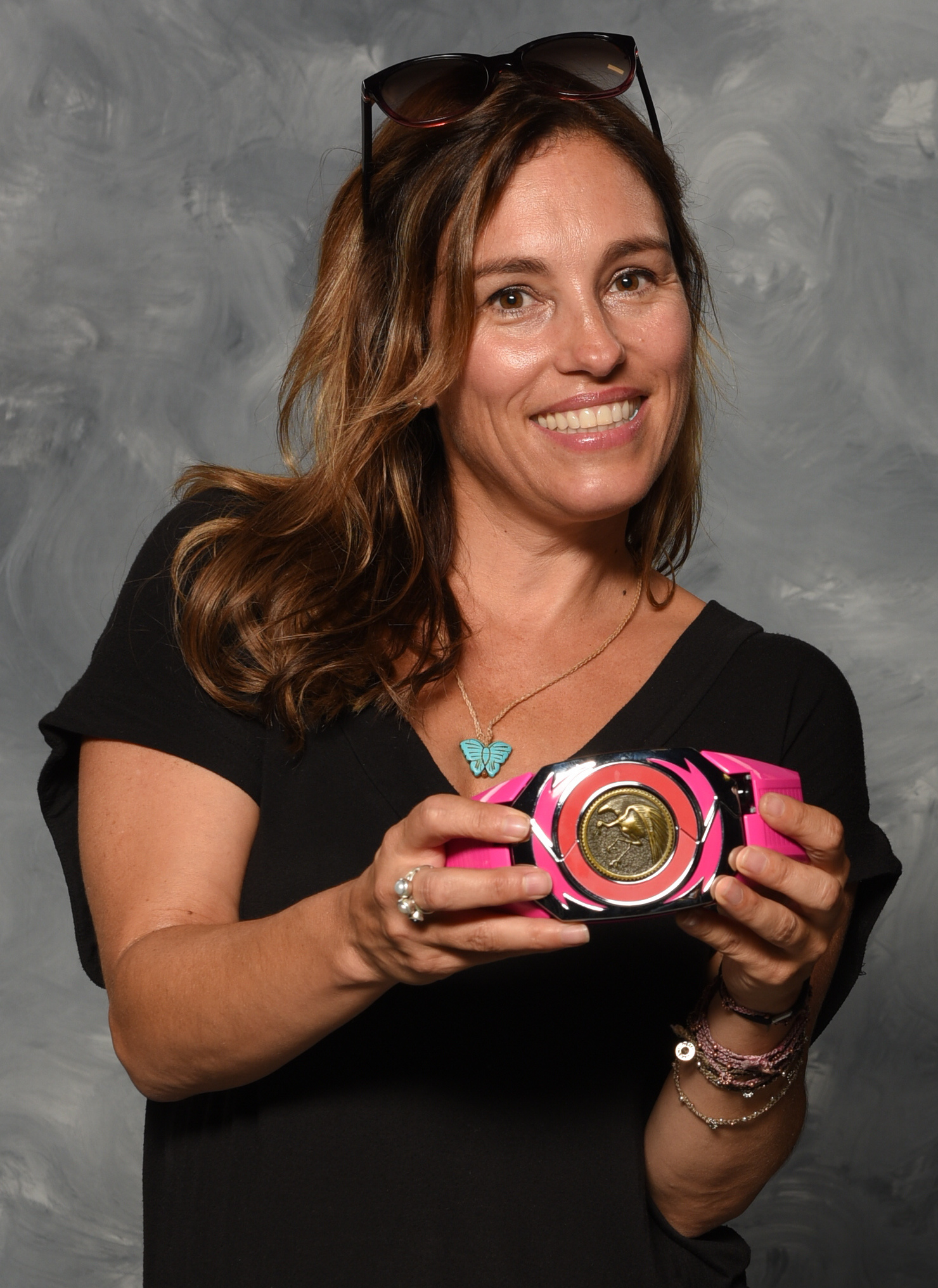
Amy Jo Johnson auf der Florida Supercon 2017

Amy Jo Johnson (* 6. Oktober 1970 in Cape Cod, Massachusetts) ist eine US-amerikanisch-kanadische Schauspielerin, Regisseurin und Musikerin.

## Leben und Karriere
Amy Jo Johnson zog nach dem Abschluss der High School nach New York City, wo sie an der American Musical Dramatic Academy studierte. Zwei Jahre später zog sie nach Kalifornien.
Johnson debütierte in der Fernsehserie Mighty Morphin Power Rangers (1993–1995) als Kimberly Ann Hart, dem ersten pinken Power Ranger und Ninja-Ranger. Dieselbe Rolle spielte sie in Power Rangers – Der Film (1995) und in Turbo: Der Power Rangers Film (1997). In der Fernsehkomödie Susie Q – Engel in Pink (1996) spielte sie die Titelrolle von Maggie, die als Susie Q bezeichnet wird. Im Fernsehthriller Das mörderische Klassenzimmer (1997) spielte sie neben Scott Bairstow eine der Hauptrollen, im Sportdrama Erfolg um jeden Preis (1997) übernahm sie die Hauptrolle von Andie Bradley.
In den Jahren 1998 bis 2002 spielte Johnson die Hauptrolle von Julie Emrick in der Fernsehserie Felicity, für die sie ebenfalls die Musik komponierte. Für diese Rolle wurde sie im Jahr 2000 für den Teen Choice Award nominiert.
Von 2008 bis zum Serienende 2012 gehörte sie als Julianna „Jules“ Callaghan zur festen Besetzung der kanadischen Polizei-Serie Flashpoint – Das Spezialkommando. In dem den 2014 veröffentlichten Kurzfilm Lines war sie nicht nur vor der Kamera tätig, sondern schrieb auch das Drehbuch und führte Regie. Lines wurde 2014 auf dem Toronto Short Film Festival als Bester Kurzfilm (Komödie) und sie selbst für die Rolle der Amelia als beste Schauspielerin in einer Hauptrolle auf dem Buffalo Niagara Film Festival ausgezeichnet. Für die Komödie The Space Between schrieb sie das Drehbuch, führte Regie und spielte eine Hauptrolle. Im 2017 erschienen Power-Rangers-Film hat sie einen kurzen Cameo-Auftritt. Die 2019 erschienene schwarze Komödie Tammy’s Always Dying war der zweite abendfüllende Film, bei dem sie Regie führte.

## Filmografie (Auswahl)
- 1993–1995: Mighty Morphin Power Rangers (Fernsehserie, 137 Episoden)
- 1995: Power Rangers – Der Film (Mighty Morphin Power Rangers: The Movie)
- 1996: Susie Q – Engel in Pink (Susie Q)
- 1997: Turbo: Der Power Rangers Film (Turbo: A Power Rangers Movie)
- 1997: Das mörderische Klassenzimmer (Killing Mr. Griffin)
- 1997: Erfolg um jeden Preis (Perfect Body)
- 1998: Grenzenlos (Without Limits)
- 1998–2002: Felicity (Fernsehserie, 50 Episoden)
- 1999: Cold Hearts
- 1999: Sweetwater (Sweetwater: A True Rock Story)
- 2001: Pursuit of Happiness
- 2001: Liars Club
- 2002: Interstate 60
- 2002: Eaten Alive – Invasion der Killer-Insekten (Infested)
- 2002: Chaos City (Fernsehserie, Episode 6x15)
- 2003: Hard Ground
- 2004: Lady Cops – Knallhart weiblich (The Division, Fernsehserie, 22 Episoden)
- 2005–2007: Wildfire (Fernsehserie, 7 Episoden)
- 2006: Islander
- 2006: Magma – Die Welt brennt (Magma: Volcanic Disaster)
- 2006: Fatal Trust (Fernsehfilm)
- 2008: Veritas, Prince of Truth
- 2008–2012: Flashpoint – Das Spezialkommando (Flashpoint, Fernsehserie, 75 Episoden)
- 2011: Summer Song
- 2013: Cracked (Fernsehserie, Episode 1x11)
- 2013: Tiger Eyes
- 2013: Bent (Kurzfilm, auch Drehbuch und Regie)
- 2014: Covert Affairs (Fernsehserie, 8 Episoden)
- 2014: Lines (Kurzfilm, auch Drehbuch, Regie und Produktion)
- 2017: Power Rangers
- 2017: The Space Between (auch Drehbuch und Regie)
- 2017: Space & Time
- 2018: Between Waves
- 2019: Tammy’s Always Dying (Regie und Produktion)
- 2022: Superman & Lois (Fernsehserie, Episode 2x06, Regie)

## Diskografie
- Felicity (Soundtrack) (1999)
- Sweetwater (Soundtrack) (1999)
- The Trans-American Treatment (2001)
- Imperfect (2005)
- Since You’re Gone (EP) (2007)
- Souvenirs (2008)
- Dancing In-Between (Single) (2008)